# Heren van Gavere
De heren van Gavere behoorden tot de oudste, meest vermogende en beroemdste geslachten van het graafschap Vlaanderen. Zij hadden zich gevestigd in Gavere en bewoonden er de waterburcht aan de Schelde. Zoals alle oude adellijke geslachten claimden ze van Karel de Grote af te stammen en verwant te zijn aan Roland, de neef van Karel de Grote. 
In de 11e eeuw waren de heren van Gavere pair van Vlaanderen en behoorden zo tot de hoogste adel van het land. Aan hun leen was de functie van hofschenker van de Vlaamse graaf verbonden. Hun macht werd nog versterkt nadat het gebied tussen de Schelde en de Dender werd veroverd door de graaf van Vlaanderen op het hertogdom Brabant. 
De heren van Gavere slaagden erin hun gebieden uit te breiden en hun gezag aan de kleinere heren uit de omgeving op te dringen. Hun bezit reikte van het huidige Groot-Gavere tot de parochies Hermelgem, Meilegem, Munkzwalm, Nederzwalm, Paulatem, Sint-Denijs-Boekel, Sint-Maria-Latem, Wassene, Welden, de heerlijkheden Vinderhoute en Merendree en het graafschap Evergem, dat in 1282 werd verkocht aan de Sint-Baafsabdij.  Ook in Henegouwen en het huidige Frans-Vlaanderen wisten de heren van Gavere machtsposities te verwerven via huwelijken en allianties.

## Lamoraal van Egmont

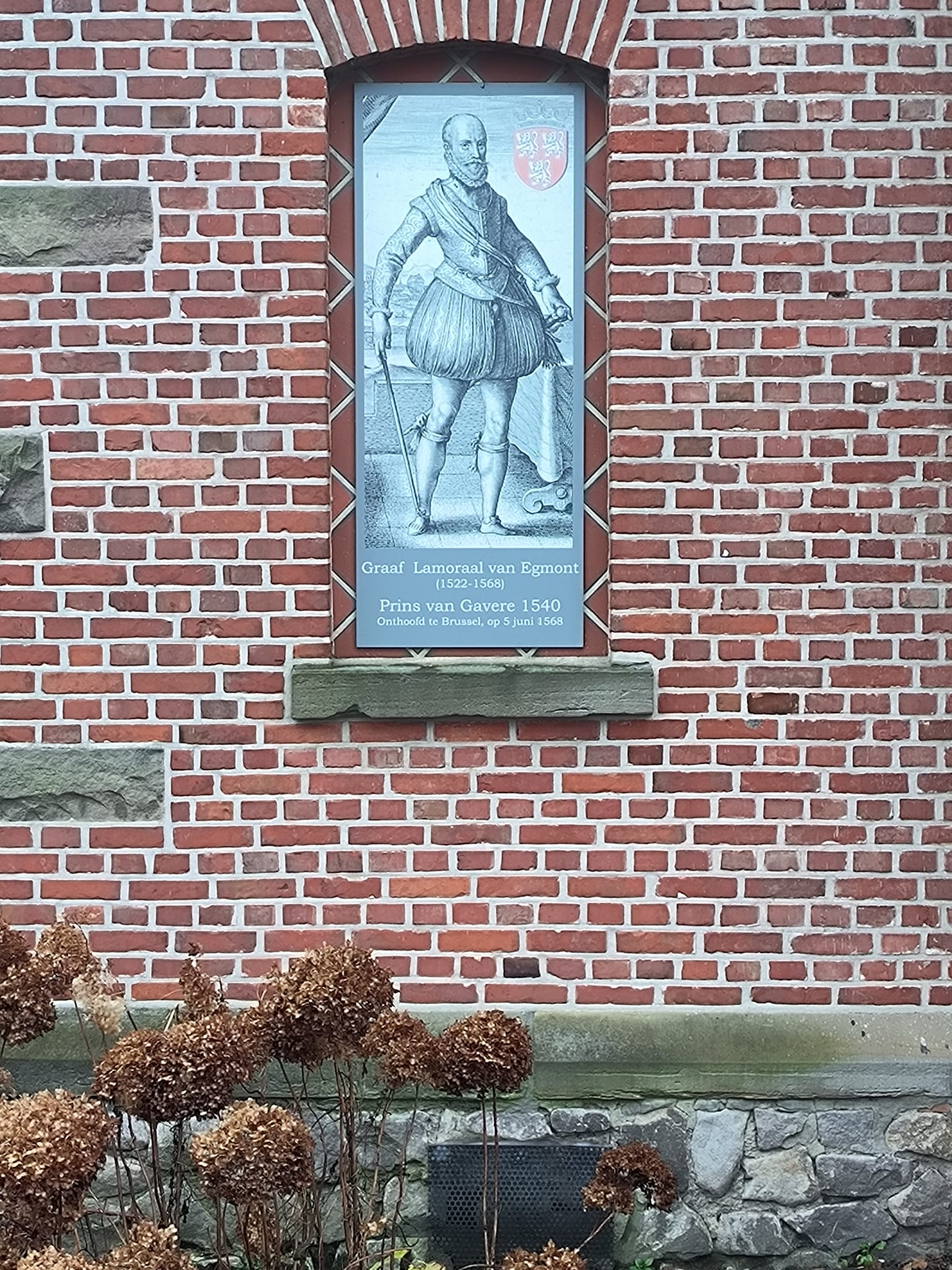
Lamoraal van Egmont, prins van Gavere

Een van de heren van Gavere, Lamoraal van Egmont, vergaarde wereldroem als karakter in het befaamde boek "Egmont" van de Duitse schrijver Johann von Goethe. Lamoraal diende Keizer Karel V in meerdere grote militaire campagnes in Algiers, Duitsland en Frankrijk en verdiende daar de reputatie van een dapper en onverschrokken veldheer. Hij werd in 1542, na de dood van zijn oudere broer Karel I van Egmont, gouverneur van het graafschap Holland, heer van Gavere en van andere landgoederen. Karel V verhief het graafschap Gavere voor Lamoraal tot een vorstendom, maar beknotte enkele traditionele soevereine rechten, waardoor de heren van Gavere de titel van prins niet konden gebruiken.

## De heren van Gavere

### Huis Gavre
Afhankelijk van de bron lopen de nummeringen uiteen.
- Razo de Gavera (vermeld tussen 1031-1067)
- Raas I, (1062-1096), getrouwd met Katharina van Cysoing
- Raas II (1088-1149), getrouwd met Elisabeth van Gent
- Raas III (1112-1150), heer van Gavere, getrouwd in 1138 met Eva van Chièvres
- Raas IV (1139-1190), heer van Gavere en Chièvres, getrouwd in 1150 met Mathilde van Liedekerke
- Raas  V (1145-1218), heer van Gavere, Chièvres en Liedekerke, getrouwd in 1190 met Clara van Herzele
- Raas VI (1185-1241), heer van Gavere, Chièvres, Liedekerke en Eksaarde, getrouwd met Sofia van Breda
- Raas VII (1253-) heer van Gavere, Chièvres, neef van de voorgaande, getrouwd met Jeanne van Wavrin
- Raas VIII (-1300), heer van Gavere, Chièvres, Liedekerke, Breda, Boelaere en Aspelaere, getrouwd in 1273 met Beatrix van Strijen

### Huis Laval-Montmorency
in 1286 trouwt Beatrix van Gavere (-1315), dochter van Raas VIII, met Guy IX van Laval (-1333), waarmee de titel heer van Gavere overgaat in het huis Laval.
- Guy IX van Laval (1270-1333), getrouwd in 1286 met Beatrix van Gavere (-1330), dochter van Raas
- Guy X van Laval (1295-1347), getrouwd in 1315 met Beatrix van Bretagne
- Guy XII van Laval (1327-1412), getrouwd in 1384 met Jeanne van Laval-Tinténiac
- Guy van Laval (-1404)

### Huis Laval-Montfort
- Guy XIII van Laval (Jean de Montfort), getrouwd in 1404 met Anne van Laval (1385-1466), dochter van voorgaande
- Guy XIV van Laval (1406-1486), getrouwd in 1451 met Françoise van Dinan (1436-1499)
- François van Laval-Montafilant (1464-1503), getrouwd in 1486 met Françoise van Rieux (-1532)
- Jean van Laval-Châteaubriant (1486-1543)

### Huis Luxemburg
Op 18 juni 1517 verkoopt Jan van Laval de heerlijkheid aan Jacob II van Luxemburg, heer van Fiennes.  Jacobus II vraagt aan Karel V om de heerlijkheden Zottegem en Gavere te mogen samenvoegen, maar de adviesraden van Karel V geven een negatief advies hierover. Onder Jacobus III van Luxemburg-Fiennes wordt de heerlijkheid in 1519 wel gepromoveerd tot graafschap door keizer Karel V. 
- Jacobus II van Luxemburg-Fiennes (-1500), getrouwd in 1494 met Margaretha van Brugge
- Jacobus III van Luxemburg-Fiennes (-1530), getrouwd in met Helena van Croÿ-Aarschot

### Huis Egmont
Na het overlijden van Jacob III van Luxemburg erft zijn oudste zus, Francisca (1495-1557), weduwe van Jan IV van Egmont (1490-1528), de titel en het graafschap Gavere. Zo komt het graafschap in handen van het huis Egmont. Op 11 oktober 1540 verkrijgt Francisca van keizer Karel V de schutsbrief waarin het graafschap verheven wordt tot prinsdom.
- Lamoraal van Egmont (1522-1568), getrouwd in 1544 met Sabina van Beieren (1528-1578)
- Filips van Egmont (1558-1590), getrouwd in 1579 met Maria van Horne (1556-1605)
- Lamoraal II van Egmont (-1617), getrouwd met Maria van Pierrevive
- Karel II van Egmont (1567-1620), getrouwd in 1590 met Maria van Lens
- Lodewijk van Egmont (1596-1654), getrouwd in 1621 met Maria Margaretha van Berlaymont (-1654)
- Lodewijk Filips van Egmont (1630-1682), getrouwd in 1659 met Maria van Croÿ (-1683)
- Lodewijk Ernest van Egmont (1666-1693), getrouwd in 1687 met Maria Theresia van Arenberg (1666-1716)
- Procopo Frans van Egmont (1664-1707)

### Huis Egmont-Pignatelli
Na het overlijden van Procopo Frans erft Procopo Pignatelli (zoon van Procopo Frans' zus Maria Clara van Egmont (1661-1714) en de Napolitaanse edelman Nicola Pignatelli (van het Huis Pignatelli), hertog van Bisaccia) (1658-1719)) het prinsdom Gavere. Ze voegen 'Egmont' aan hun naam toe.
- Procopo Pignatelli (1703-1743), getrouwd in 1717 met Henriette Julie de Durfort (1696-1779)
- Guido Felix Pignatelli (1720-1753), getrouwd in 1744 met Amable Angélique de Villars (1723-1771)
- Casimir Pignatelli (1727-1801), broer van voorgaande en getrouwd in 1750 met Bianca Sanseverino d’Aragon (1736-1753)

Tijdens de Franse Revolutie worden de goederen van de familie Pignatelli-Egmont (waaronder het Egmontkasteel) aangeslagen.